# Dulce Chacón
Pour les articles homonymes, voir Chacón.
Dulce Chacón, née le 6 juin 1954 à Zafra et morte le 3 décembre 2003  à Madrid, est une écrivaine, poète et dramaturge espagnole. 

## Biographie
Elle naît dans une famille traditionnelle, mais plus tard ses idéaux progressistes la mènent à parler des morts pendant le franquisme ou contre la guerre en Irak. Son père meurt quand elle a 11 ans et sa famille doit partir à Madrid. 
C'est une écrivaine engagée et dramaturge. Plusieurs de ses œuvres sont consacrées autour du travail des mémoires concernant la Guerre d'Espagne.
Elle meurt d'un cancer du pancréas en 2003.

## Œuvres

### Poésie
- 1992 : Querrán ponerle nombre
- 1993 : Las palabras de la piedra
- 1995 : Contra el desprestigio de la altura
- 1999 : Matar al ángel
- 2003 : Cuatro gotas

### Romans
- 1996 : Algún amor que no mate
- 1997 : Blanca vuela mañana
- 1998 : Háblame, musa, de aquel varón
- 2000 : Cielos de barro
- 2002 : La voz dormida[2]

### Théâtre
- Algún amor que no mate (1996)
- Segunda mano (1998)

### Autre
- Te querré hasta la muerte (2003), p. 61-64. Cuentos

## Prix
- Premio de Poesía Ciudad de Irún, pour Contra el desprestigio de la altura, 1995
- XXIV Premio Azorín, pour Cielos de barro, 2000
- Premio Libro del Año 2002, pour La voz Dormida